# Corps des Volontaires luxembourgeois
Ne doit pas être confondu avec Corps franc luxembourgeois.
Le Corps des Volontaires luxembourgeois est une formation militaire du Luxembourg établie en 1881, formant avec la gendarmerie grand-ducale, les prémisces de l'armée luxembourgeoise.
Le corps de chasseurs comptait initialement un peu moins de 500 hommes.
S'il fut interdit de combattre lors de l'invasion allemande de 1914 au début de la première Guerre mondiale, il combattit l'armée allemande lors de l'invasion du Luxembourg en 1940 pendant la Seconde Guerre mondiale.

## Histoire

### Contexte et création
Le corps des Volontaires luxembourgeois remplace la milice luxembourgeoise, dissoute en 1841. La gendarmerie grand-ducale, quant à elle, existe depuis le 3 février 1733. Il est à noter que lors de la participation luxembourgeoise à la Révolution belge de 1830, un corps franc luxembourgeois avait été créé avant d'être intégré dans l'armée belge.
Jusqu'à la dissolution de la confédération germanique le 23 août 1866, le Grand-duché était protégé par l'imposante forteresse de Luxembourg et sa garnison de l'armée prussienne et néerlandaise. Mais le traité de Londres du 11 mai 1867 mit fin à la crise luxembourgeoise en ordonnant la destruction de la forteresse, laissant le Grand-duché sans protection militaire alors qu'il se dirigeait progressivement vers son indépendance et la fin de l'union personnelle le liant aux Pays-Bas.

### Première Guerre mondiale
Le 2 août 1914 l’Allemagne envahit le Grand-duché de Luxembourg en violant sa neutralité. La Grande-duchesse Marie-Adélaïde ordonna à sa petite armée de ne pas résister, se contentant de protester formellement.

### Seconde Guerre mondiale

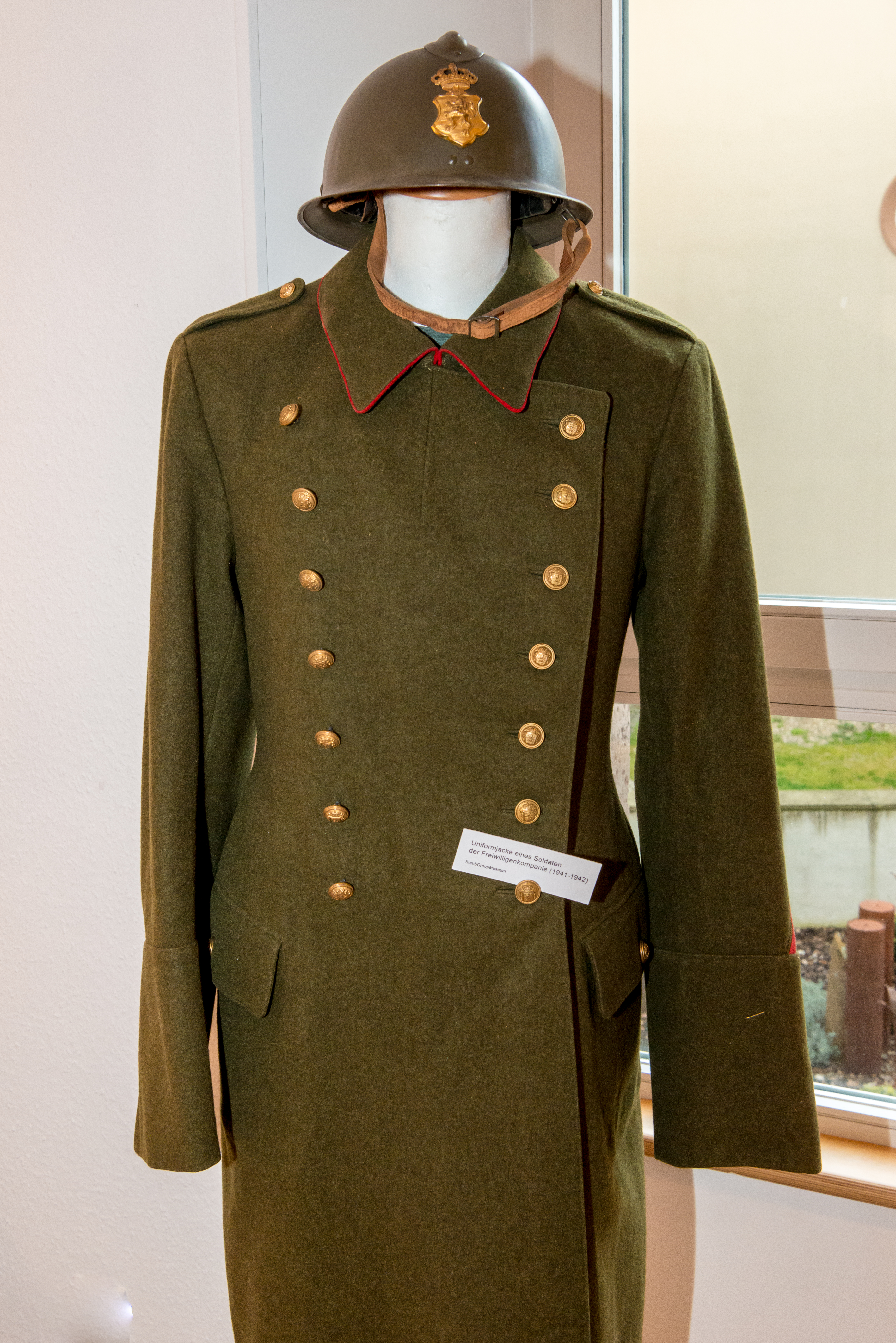
Un uniforme du Corps des Volontaires luxembourgeois porté pendant la seconde Guerre mondiale.

En 1940, l'armée luxembourgeoise n'existait pas officiellement. Elle avait été dissoute en 1867 par le Traité de Londres, ce qui obligea le Luxembourg à former un corps de volontaires en 1881. Le Corps des Volontaires luxembourgeois n'était donc ni plus ni moins qu'une milice. Lors de l'invasion du Luxembourg en 1940, il était alors composé au total de 425 hommes. S'ajoute à cela la gendarmerie grand-ducale.
Le 10 mai 1940, à 4h35, le Troisième Reich attaque par surprise le Luxembourg qui était pourtant neutre au conflit. La majorité des volontaires luxembourgeois est encore dans les casernes au moment de l'invasion. Toutefois, des volontaires sont postés à la frontière germano-luxembourgeoise. Ne disposant pas de blindés et d'aviation, ils doivent faire face à la 1re Panzerdivision, 2e Panzerdivision et à la 10e Panzerdivision, soit près de 50 000 hommes et 600 chars. Appuyés par la gendarmerie grand-ducale (qui était constituée à cette date de 13 officiers et de 255 gendarmes), ils résistent huit heures avant de capituler[réf. nécessaire]. 
Leur résistance fut donc considérée comme symbolique, le corps des volontaires ne pouvant faire face à 3 divisions allemandes. Toutefois, les Luxembourgeois ne resteront pas sans soutien militaire de la part des Alliés : trois heures vingt-cinq après le début de l'invasion (à 8h00 du matin), des éléments de la 3e division légère de cavalerie (3e DLC), soutenus par la 1re brigade de spahis et par la 2e compagnie du 5e bataillon de blindés (5e BCC) franchissent la frontière et viennent s'opposer aux troupes allemandes avant de battre en retraite sur la ligne Maginot.
Après la capitulation du pays le 10 mai 1940, le Corps des Volontaires luxembourgeois fut dissout ainsi que la gendarmerie grand-ducale. La majorité des survivants fut déportée en Allemagne tandis que d'autres continuèrent le combat dans la résistance luxembourgeoise fondée dès le début de l'occupation du pays.